# فصع (أحياء دقيقة)
الفصع أو الاستئصال التام (بالإنجليزية: Enucleation)‏ يشير مصطلح في سياق علم الأحياء الدقيقة إلى إزالة الجسم النووي للخلية. الاستئصال هو إزالة النواة من خليتها. ويتم استخدام هذه العملية في استنساخ الكائنات.